# Broadway Babies
Broadway Babies is een Amerikaanse muziekfilm uit 1929 onder regie van Mervyn LeRoy.

## Verhaal
Billy Buvanny is verliefd op Dee Foster. Hij is de baas van het theater, waar in Dee in het koor zingt. Billy maakt van Dee de ster van zijn voorstelling. Perc Gessant uit Detroit is een importeur en een gokker. Een misdaadbende tracht Perc in de stad te houden om hem te kunnen beroven. Ze gebruiken Dee daarbij als lokaas.

## Rolverdeling
| Acteur          | Personage       |
| --------------- | --------------- |
| Alice White     | Dee Foster      |
| Marion Byron    | Florine Chanler |
| Sally Eilers    | Navarre King    |
| Charles Delaney | Billy Buvanny   |
| Tom Dugan       | Scotty          |
| Bodil Rosing    | Durgan          |
| Maurice Black   | Nick Stepanos   |
| Fred Kohler     | Perc Gessant    |
| Louis Natheaux  | August Brand    |
| Jocelyn Lee     | Blossom Royal   |